# Diritto di morire
Col termine diritto di morire s'intende la libertà etica e la conseguente possibilità giuridica concessa da parte delle istituzioni, per ogni individuo, di commettere suicidio o sottoporsi ad eutanasia volontaria.
Il possesso di tale diritto viene spesso inteso nel senso che ad una persona con una malattia terminale dovrebbe essere permesso di scegliere liberamente se continuare a vivere o, se rifiutasse il prolungamento del trattamento di cura, d'esser aiutata a morire tramite suicidio assistito; è, in tal caso, la libertà di scegliere di non prolungare oltre le proprie sofferenze, quando ritenute andare oltre alla propria personale dignità umana, una richiesta di morte dignitosa mantenendo un senso di controllo. La questione verte su: dovrebbe essere lasciato alla libertà incondizionata del singolo decidersi ad un tale atto? La risposta è spesso, da parte di chi risponde "si" e di chi risponde "no", al centro anche di aspri dibattiti.
Il diritto di morire a volte viene associato all'idea che il proprio corpo e la propria esistenza siano un unicum di proprietà esclusiva individuale (sovranità ed autonomia individuale), pertanto si ha anche il diritto di rifiutarli; d'altra parte si sostiene anche un legittimo interesse e ragion di Stato a voler prevenire la soppressione fisica dei suoi cittadini, supportato anche da una parte del mondo medico che considera il suicidio sempre e comunque come un atto eminentemente irrazionale e/o causato da problematiche psicologiche della più varia specie.
I fautori moderni del diritto di morire obiettano invece che vi può essere una fondata razionalità nella scelta di terminare volontariamente la propria vita: razionalità dovuta al fatto che la decisione di uccidere sé stessi proviene da una scelta autonoma e non condizionata dell'individuo agente. Una scelta che già nel pensiero filosofico antico apparteneva agli stoici ad esempio, ma anche all'utilitarismo sia classico che moderno; libera scelta la quale è inoltre frutto di una stabile riflessione, non quindi una decisione impulsiva irrazionale e non prodotta da disturbi mentali, raggiunta dopo debita deliberazione.

## Opinioni religiose
La religione induista ammette la possibilità di scegliere di morire per coloro che sono tormentati da malattie terminali o compiuta da coloro che, vicini alla conclusione naturale della vita non hanno più alcun desiderio, ambizione o responsabilità rimanenti: fin dai tempi più remoti il pensiero filosofico-teologico indiano permette la morte volontaria attraverso la pratica nonviolente del digiuno portato fin oltre i limiti estremi, fino a giunger così al punto di morire di fame. Tale pratica è chiamata Prayopavesa ed è messa in atto soprattutto dai praticanti dello Yoga o dagli asceti Sadhu.
Una pratica molto simile esiste anche nel Giainismo ed è denominata "Santhara" o Sallekhana. Nel buddismo di marca giapponese era esistito il "Sokushinbutsu", il monaco causa la propria morte allo scopo di preservarsi attraverso la mummificazione.
In occidente v'è stato durante il basso Medioevo la pratica del catarismo chiamata Endura, anche qui si trattava molto semplicemente di lasciarsi morire di consunzione per poter ritornare al supremo bene originario. Ma il giudizio religioso sulla libertà di morire può variare di molto, da una quasi tolleranza alla negazione assoluta di un tal diritto e quindi una ferma e radicale condanna del gesto suicidario: nella fede cattolica ad esempio il suicidio è considerato essere un gravissimo peccato.

## Dibattito etico
Esiste un acceso dibattito all'interno della Bioetica sulla possibilità che il diritto alla morte, in determinate circostanze, sia universale; applicandosi solamente verso la conclusione di gravi malattie che hanno deprivato completamente qualsiasi ulteriore possibilità di uso del corpo (come lo stato vegetativo persistente).
La sentenza di un giudice dello stato federale del Montana ha concluso che il diritto di morire può applicarsi solamente a quegli individui che si trovano in condizioni mediche estreme e con malattie incurabili; l'avvocato ed attivista per i diritti umani svizzero Ludwig Minelli invece, nonché l'esperto di eutanasia Sean W. Asher e il professore di bioetica Jacob J. Appel al contrario sostengono che tutte le persone indistintamente hanno il diritto di terminar la propria esistenza (quest'ultimo è giunto a suggerire che il diritto di morire è un test per la libertà globale di una data società).

## Definizioni legali
Il più delle volte l'idea del diritto di morire è legato al desiderio di una persona che gli venga consentito, in casi di mali incurabili o il cui recupero sia altamente improbabile se non impossibile, di non voler più il sistema di supporto vitale medico-farmacologico: si può far riferimento in tal caso alle questioni riguardanti il suicidio medicalmente assistito. Può essere chiamata eutanasia passiva nei casi in cui il paziente non sia più in grado di prendere decisioni sui trattamenti da seguire.
La richiesta di istituire un testamento biologico e quella di non essere rianimati tramite dichiarazione anticipata di trattamento sono gli strumenti giuridici che rendono il paziente in grado di decidere anzitempo sulle cure da intraprendere o meno su di lui; il permesso di morire sulla base d'una tale decisione non sarebbe più legalmente considerato eutanasia. Solitamente i pazienti che stilano un testamento biologico fanno anche esplicito desiderio di ricevere solo quelle cure palliative che riducono il dolore e la sofferenza.

## Per paese
A partire dal 2009 alcune forme di eutanasia volontaria sono legali in Belgio, Lussemburgo, Paesi Bassi e Svizzera, oltre che negli stati federali di Oregon e Washington.

### Paesi Bassi
L'eutanasia volontaria è stata legalizzata nel 2001. L'Olanda è uno dei pochissimi paesi al mondo ad averlo fatto. In base all'attuale legislazione l'eutanasia da parte dei medici è ammessa solo in quei casi oggettivamente di disperata ed insopportabile condizione di sofferenza: ciò significa che è limitata a coloro che soffrono di gravi condizioni di salute e con notevole dolore psicofisico. Mentre aiutare qualcuno a suicidarsi senza soddisfare questi requisiti rimane un reato.